# ایمس‌موند
ایمس‌موند (به هلندی: Eemsmond) یک شهرستان در هلند است که در خرونینگن واقع شده‌است. ایمس‌موند ۲ متر بالاتر از سطح دریا واقع شده‌است.

## خواهرخوانده
شهر Krosno Odrzańskie خواهرخواندهٔ ایمس‌موند هست.